# Szákszend
Szákszend is een plaats (község) en gemeente in het Hongaarse comitaat Komárom-Esztergom. Szákszend telt 1521 inwoners (2001).